# Cryptodrassus creticus
Cryptodrassus creticus är en spindelart som beskrevs av Maria Chatzaki 2002. Cryptodrassus creticus ingår i släktet Cryptodrassus och familjen plattbuksspindlar. Inga underarter finns listade i Catalogue of Life.